# 范文虎
范 文虎（はん ぶんこ、? - 1301年）は、南宋や元に仕えた政治家、軍人。南宋の宰相の賈似道の娘婿にあたる。同時に范友信の従父でもある。

## 生涯
当初は南宋の武将として夏貴とともに、元と対峙する戦争に従事していた。咸淳9年（1273年）の襄陽包囲戦では援軍を率いて呂文煥が籠城する襄陽救援に向かうも大敗した。その後、元に投降した（間もなく岳父の賈似道は循州に左遷され、漳州で亡父に関して恨みがあった鄭虎臣によって殺害された）。その後、徳祐元年（1275年）2月壬寅朔にバヤンの推薦もあって、両浙大都督に任じられ、その従子の范友信も安慶府知府に任命された。
至元16年（日本の弘安2年、1279年）、すでに元の使節の杜世忠らが日本の大宰府から竜ノ口に護送され、そこで斬首に処されたとの情報を得ないまま、世祖クビライに進言して、周福・欒忠らを推薦した。だが、周福・欒忠ら全員も執権・北条時宗によって大宰府で斬首に処されたのである（総計、5名という説が有力）。
激怒したクビライの厳命で至元18年（1281年）、元寇の弘安の役の際に、江南軍司令官として3500隻、10万人の大船団を率いて明州を出発し日本に来襲した。しかし、将校の万戸・厲徳彪、招討・王国佐、水手総管・陸文政らは博多湾の元寇防塁付近にいる元の司令官（日本行省右丞相）の阿剌罕（アラカン）らが高麗の金州から忻都（キントゥ）・洪茶丘らが率いる東路軍と合流したあとの重要な軍議に出席せずに勝手に帰還したため、残った范文虎の立場は微妙になった。
間もなく台風が襲撃して、元の大船団は多くが沈没、破損、座礁した。さらに日本軍が繰り返し襲撃してきたため元軍は大きな損害を出し、慌てた范文虎は生き残った手勢を見捨てて、わずかの腹心とともに逸早く帰国した。范文虎は、中国では「兵を見捨てた、だらしがない武将」として伝えられているが、「滅亡した南宋の将軍だった范文虎が、並み居るモンゴル人大将を差し置いて撤退の決断を行えただろうか」という疑問が中国で呈されており、逃げ帰った范文虎は処罰されることはなく、その後出世を果たしているのは不自然であり、「将兵を見捨てる決断をした他の将軍のスケープゴートにされたのではないか」という推論がある。
至元21年（1284年）に中書左丞を経て、知枢密院事を歴任した。
大徳5年（1301年）に死去した。

## 資料伝記
- 『宋史』列伝第二百三十三 姦臣四 賈似道伝
- 『新元史』本紀